# Euproctis fasciata
Euproctis fasciata är en fjärilsart som beskrevs av Walker 1855. Euproctis fasciata ingår i släktet Euproctis och familjen tofsspinnare. Inga underarter finns listade i Catalogue of Life.